# Awa Bah
Awa Bah (ab ca. 2012 auch teilweise Awa Bah-Jammeh) (* um 1973 in Banjul) ist eine gambische Richterin.

## Leben
Sie besuchte zuerst die Methodist Primary School und anschließend von 1985 bis 1992 die Gambia High School, wo sie ihre GCE Ordinary und Advanced Level Certificates erhielt.
Justice Bah ging dann nach Nigeria, um an der Universität von Abuja Rechtswissenschaften zu studieren. Sie machte einen Abschluss als Bachelor of Laws, LLB (Hons), und legte Prüfungen an der Nigeria Law School in Abuja ab. Sie wurde 1999 sowohl in Nigeria als auch in Gambia als Rechtsanwältin zugelassen. Bah war von 1997 bis 2010 im gambischen Justizministerium in den verschiedensten Funktionen tätig, bis zum Solicitor General ab 2009.
Danach war sie mehrmals als Urlaubsvertretung als Richterin am Hohen Gericht im Mai 2011 tätig. Im August 2011 war sie Richterin am Brikama High Court und 2014 am Court of Appeal. Im Oktober 2017 wurde sie vom Präsidenten Adama Barrow zur Präsidentin des Court of Appeal ernannt. Sie war die erste Frau auf diesen Posten.
Im Oktober 2020 wurde sie zur Richterin des Supreme Court ernannt.